# Vähä-Huukainen
Vähä-Huukainen är en ö i Finland. Den ligger i Skärgårdshavet och i kommunen Nystad i den ekonomiska regionen  Nystadsregionen i landskapet Egentliga Finland, i den sydvästra delen av landet. Ön ligger omkring 57 kilometer väster om Åbo och omkring 210 kilometer väster om Helsingfors.
Öns area är 8,4 hektar och dess största längd är 480 meter i sydväst-nordöstlig riktning.